# Anton Innauer
Anton « Toni » Innauer (né le 1er avril 1958 à Bezau, Vorarlberg) est un sauteur à ski autrichien.

## Palmarès

### Jeux olympiques
| Épreuve / Édition | [[Saut à ski aux Jeux olympiques de 1976\|Innsbruck 1976]] | Lake Placid 1980 |
| Petit Tremplin    | 7e                                                         | Or               |
| Grand Tremplin    | Argent                                                     | 4e               |

### Championnats du monde
| Épreuve / Édition | Oslo 1982 |
| Petit Tremplin    | 29e       |

### Championnats du monde de vol à ski
| Épreuve / Édition | Vikersund 1977 |
| Individuel        | Argent         |

### Coupe du monde
- Meilleur classement final : 9e en 1980.
- 2 victoires.

#### Saison par saison
| Année | Lieu                                           |
| 1980  | Cortina d'Ampezzo (Italie), Engelberg (Suisse) |